# Nepenthes saranganiensis
Nepenthes saranganiensis Sh.Kurata, 2003 è una pianta carnivora della famiglia Nepenthaceae, endemica di Mindanao, nelle Filippine, dove cresce a 1800–2100 m.